# BET Awards 2008
Die BET Awards 2008 waren die achten von Black Entertainment Television (BET) vergebenen BET Awards, die an  Künstler in den Bereichen Musik, Schauspiel, Film und anderen Unterhaltungsgebieten vergeben wurden.
Die Verleihung fand am 24. Juni 2008 im Shrine Auditorium, Los Angeles, Kalifornien statt. Die Moderation übernahm D. L. Hughley.
Die meisten Preise bekamen Kanye West, der in den Kategorien Best Male Hip Hop Artist und Best Collaboration punktete, und UGK, die das Video of the Year und Best group gewannen. UGKs Mitglied Pimp C verstarb sechs Monate vor der Show.
Am häufigsten nominiert wurde Lil Wayne. Er gewann jedoch lediglich den Viewer’s Choice Award.
Den Preis für das Lebenswerk erhielt Al Green, den Humanitarian Award erhielt Quincy Jones.

## Liveauftritte
- Usher –  Love in This Club
- Rihanna – Take a Bow
- Lil Wayne & T-Pain – Lollipop[4] /A Mili
- Alicia Keys – Teenage Love Affair/Weak (mit SWV)/Hold On (mit En Vogue)/Waterfalls (mit TLC)
- Al Green – Let’s Stay Together/Happiness

## Gewinner und Nominierte
Die Gewinner sind fett markiert und vorangestellt.
| Video of the Year | Viewers' Choice |
| --- | --- |
| - UGK – International Players Anthem (I Choose You) (featuring Outkast) - Alicia Keys – Like You’ll Never See Me Again - Kanye West ft T-Pain – Good Life - Erykah Badu – Honey - Mary J. Blige – Just Fine - Ashanti – The Way That I Love You | - Lil Wayne ft Static Major – Lollipop - Alicia Keys – No One - Keyshia Cole ft Missy Elliott and Lil’ Kim – Let It Go - Soulja Boy – Crank That - Chris Brown ft T-Pain – Kiss Kiss - Jordin Sparks ft Chris Brown – No Air                    |
| Best Female Hip Hop Artist | Best Male Hip Hop Artist |
| - Missy Elliott - Trina - Eve - Lil Mama - Kid Sister | - Kanye West - Lil Wayne - Common - Snoop Dogg - Jay-Z |
| Best Female R&B Artist | Best Male R&B Artist |
| - Alicia Keys - Rihanna - Mariah Carey - Keyshia Cole - Mary J. Blige | - Chris Brown - Ne-Yo - Trey Songz - J. Holiday - Raheem DeVaughn |
| Best Group | Best New Artist |
| - UGK - Playaz Circle - Gnarls Barkley - Danity Kane - DAY26 | - The-Dream - Soulja Boy - Flo Rida - Chrisette Michele - Estelle |
| Best Gospel Artist | Best Collaboration |
| - Marvin Sapp - The Clark Sisters - Kirk Franklin - Trin-i-tee 5:7 - Deitrick Haddon | - Kanye West ft T-Pain – Good Life - Keyshia Cole ft Missy Elliott and Lil’ Kim – Let It Go - Chris Brown ft T-Pain – Kiss Kiss - Flo Rida ft T-Pain – Low - DJ Khaled ft Akon, T.I., Rick Ross, Fat Joe, Birdman and Lil Wayne – We Takin Over |
| Best Centric | Video Director of the Year |
| - Raheem DeVaughn - Ledisi - Chaka Khan - Jill Scott - Angie Stone | - Erykah Badu - Chris Robinson - Benny Boom - Hype Williams - Gil Green |
| Best Actress | Best Actor |
| - Halle Berry - Angela Bassett - Queen Latifah - Chandra Wilson - Jill Scott | - Denzel Washington - Anthony Anderson - Idris Elba - Terrence Howard - Don Cheadle |
| Best Female Athlete of the Year | Best Male Athlete of the Year |
| - Candace Parker - Serena Williams - Venus Williams - Tamika Catchings - Cheryl Ford | - Kobe Bryant - LeBron James - Floyd Mayweather Jr. - Chris Paul - Tiger Woods |
| Lifetime Achievement Award | Humanitarian Award |
| - Chaka Khan | - Harry Belafonte |